# Niedźwiedź (gmina)
Niedźwiedź – gmina wiejska w Polsce położona w województwie małopolskim, w powiecie limanowskim. W latach 1975–1998 gmina administracyjnie należała do województwa nowosądeckiego. Jest to gmina letniskowa, o ogromnych walorach naturalnych. Na terenie gminy spotkać można salamandrę plamistą.
Siedzibą gminy jest wieś Niedźwiedź.
Według danych z 30 czerwca 2004 gminę zamieszkiwały 6723 osoby.

## Struktura powierzchni
Według danych z roku 2002 gmina Niedźwiedź ma obszar 74,44 km², w tym:
- użytki rolne: 38%
- użytki leśne: 55%

Gmina stanowi 7,82% powierzchni powiatu.

## Demografia

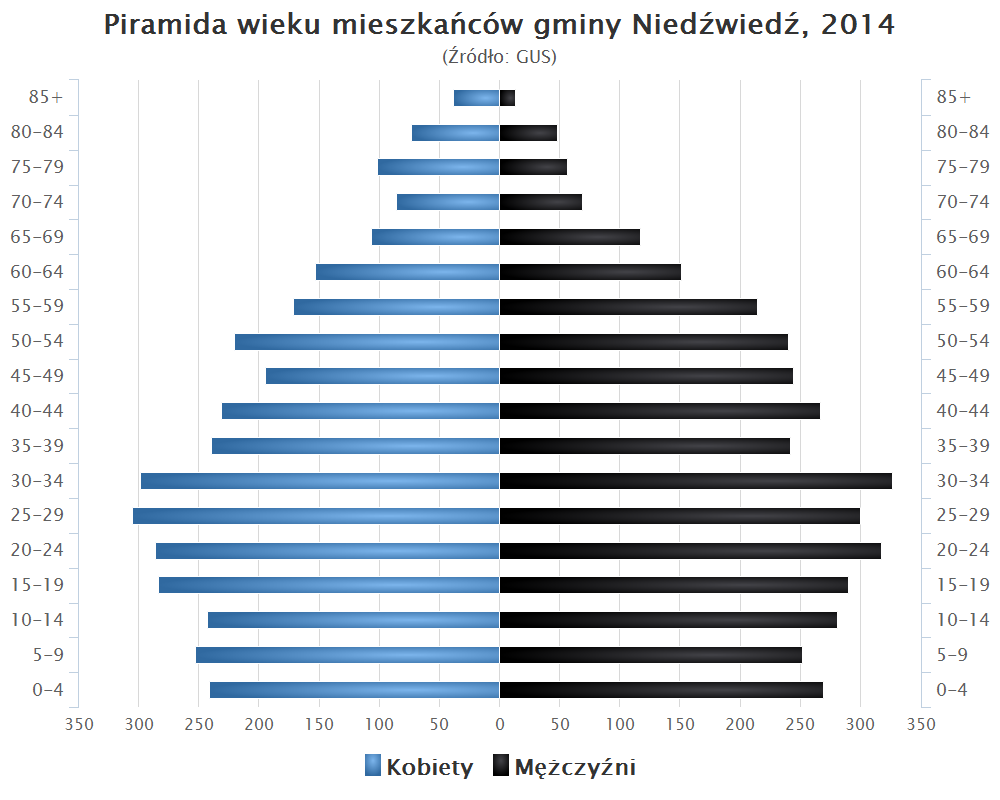
Piramida wieku mieszkańców gminy Niedźwiedź w 2014 roku

Dane z 30 czerwca 2004:
| Opis                              | Ogółem | Ogółem | Kobiety | Kobiety | Mężczyźni | Mężczyźni |
| --------------------------------- | ------ | ------ | ------- | ------- | --------- | --------- |
| jednostka                         | osób   | %      | osób    | %       | osób      | %         |
| populacja                         | 6723   | 100    | 3271    | 48,7    | 3452      | 51,3      |
| gęstość zaludnienia (mieszk./km²) | 90,3   | 90,3   | 43,9    | 43,9    | 46,4      | 46,4      |

## Religia
- Parafia św. Stanisława w Koninie
- Parafia Matki Bożej Fatimskiej w Porębie Wielkiej
- Parafia św. Sebastiana w Niedźwiedziu

## Wójtowie[4]
- Marian Talar - 1990-1994
- Franciszek Łabuz - 1994-1998
- Janusz Potaczek - 1998-2002
- Janusz Potaczek - 2002-2006
- Janusz Potaczek - 2006-2010
- Janusz Potaczek - 2010-2014
- Janusz Potaczek - 2014-2018
- Rafał Rusnak od 2018

## Wsie sołeckie
Konina, Niedźwiedź, Podobin, Poręba Wielka.

## Sąsiednie gminy
Mszana Dolna, Mszana Dolna (miasto), Nowy Targ, Rabka-Zdrój, Szczawa